# Historische Stätten von Dengfeng „Zentrum von Himmel und Erde“
Historische Stätten von Dengfeng „Zentrum von Himmel und Erde“ ist eine von der UNESCO seit der 34. Sitzung des Welterbekomitees gelistete Stätte des Weltkulturerbes in China.
Der Berg Song shan gilt als der zentrale heilige Berg Chinas. Am Fuße dieses 1500 Meter hohen Berges und um Dengfeng in der Provinz Henan, befinden sich in einem Umkreis von 40 Quadratkilometern acht Gebäude und Stätten, darunter drei Han-Que-Tore – Überreste der ältesten religiösen Bauten Chinas –, Tempel und das Gaocheng-Observatorium. Die im Laufe von neun Dynastien errichteten Bauwerke spiegeln die unterschiedlichen Auffassungen vom Zentrum des Himmels und der Erde und von der Macht des Berges als Zentrum religiöser Hingabe wider. Zu den historischen Denkmälern von Dengfeng gehören einige der besten Beispiele für alte chinesische Gebäude, die dem Ritual, der Wissenschaft, der Technologie und der Bildung gewidmet sind.

## Umfang
| Ort                                                                                                 | Beschreibung | Bild | Standort | Schutzzone [ha] | Pufferzone [ha] |
| --------------------------------------------------------------------------------------------------- | --- | ---- | -------- | --------------- | --------------- |
| Taishi Que, Zhongyue-Tempel                                                                         | Der Tempel ist eines der ältesten taoistischen Tempel in China und wurde ursprünglich in der Qin-Dynastie vor 2200 Jahren gebaut und in der Tang-Dynastie (618–907) zu seinem jetzigen Stand renoviert.                                                                             |      | Lage     | 372,3           | 496,3           |
| Shaoshi Que                                                                                         | Der Shaoshi Wachturm liegt vor dem Shaoshi Tempel. Er wurde unter der Herrschaft des Kaisers Han Andi in der Östlichen Han-Dynastie gebaut. Zusammen mit dem Taishi Que und dem Qimu Que bildet er die sogenannten drei Wachtürme der Han-Dynastie auf dem Zentralen Heiligen Berg. |      | Lage     | 84              | 222,4           |
| Qimu Que                                                                                            | Der Qimu Wachturm befindet sich vor dem Qimu Tempel und gilt zusammen mit dem Taishi Que und dem Shaoshi Que als einer der drei Wachtürme der Han-Dynastie auf dem Zentralen Heiligen Berg.                                                                                         |      | Lage     | 40,4            | 108,9           |
| Songye Tempel Pagode                                                                                | Die Pagode des Songyue Tempel ist der erste buddhistische Turm in China. Es wurde in der Nördlichen Wei-Dynastie (520) gebaut. Es verfügt über 15 Etagen und ist der älteste polygonale Turm in China.                                                                              |      | Lage     | 33,4            | 47,9            |
| Architekturkomplex des Shaolin Tempel (Kernel Compound, Tempel des Ersten Patriarchen, Pagodenwald) | Das Shaolin-Kloster ist Ursprungskloster des Shaolinordens und gilt darüber hinaus als die Geburtsstätte des historischen Chan-Buddhismus, des Vorläufers des Zen. Im Pagodenwald liegen die Gräber hochrangiger Mönche des Tempels.                                                |      | Lage     | 182,6           | 1939,6          |
| Huishan Tempel                                                                                      | Der Huishan Tempel wurde ursprünglich in der Nördlichen Wei-Dynastie (386 – 534) gebaut, in der Tang-Dynastie erweitert und in den späteren Zeit mehrmals renoviert. Yi Xing, Mönch und Astronom der Tang-Dynastie praktizierten hier den Buddhismus.                               |      | Lage     | 68,2            | 373             |
| Songyang Akademie                                                                                   | Die Songyang Akademie, ist eine der berühmtesten antiken Akademien. Zu der damaligen Zeit berühmte Philosophen wie Sima Guang, Cheng Yi und Fan Zhongyan haben hier Vorträge gehalten.                                                                                              |      | Lage     | 27,8            | 115,4           |
| Gaocheng-Observatorium                                                                              | Die astronomische Sternwarte wurde in der Yuan-Dynastie durch Guo Shoujing in den Jahren 1267–1269 erbaut. Sie war eine der 27 astronomischen Beobachtungsstellen in China und gilt auch weltweit als die älteste Sternwarte.                                                       |      | Lage     | 16,3            | 134,6           |